# آتو (نیویورک)
آتو (به انگلیسی: Otto) یک منطقهٔ مسکونی در ایالات متحده آمریکا است که در شهرستان کاتاراگوس، نیویورک واقع شده‌است.
آتو ۸۳٫۶۱ کیلومتر مربع مساحت و ۷۷۵ نفر جمعیت دارد و ۵۳۵ متر بالاتر از سطح دریا واقع شده‌است.